# Goodbye (The Corrs-sang)
"Goodbye" er sang af det keltiske folkrockband The Corrs. Den blev udgivet i oktober 2006, som en single fra deres opsamlingsalbum Dreams: The Ultimate Corrs Collection (2006). Det er en remixversion af sangen, der oprindeligt stammer fra deres fjerde studiealbum Borrowed Heaven (2004). "Goodbye" blev remixet af Brian Rawling som har arbejdet med Cher, Tiziano Ferro, Gloria Estefan, Whitney Houston og Sarah Brightman. Sangen blev kun udgivet som digital single, hvilket forårsagede en del frustration blandt fans, som ikke kunne købe den. Bonusnummerene inkluderer en demo af "Goodbye" sunget af Sharon og et nyt instrumentalnummer kaldet "Pebble in the Brook".

## Spor
1. "Goodbye (2006 Remix)" – 3:45
2. "Goodbye" – 4:08
3. "Goodbye (Demo version)" – 3:38
4. "Pebble in the Brook" – 3:06

## Musikvideo
Musikvideoen til "Goodbye" består af liveoptagelser fra deres koncert i Geneve, som en del af deres Borrowed Heaven tour (2004), blandet med forskellgie klip fra tidligere koncerter (i Lansdowne Road, Ischgl og London), optagelser fra indspilninger i studiet og klip fra "bag om"-scener fra dokumentarerne All The Way Home og The Right Time.